# 育ちざかり
「育ちざかり」（そだちざかり）は1967年9月30日に公開された日本映画。製作、配給は東宝。カラー、東宝スコープ。上映時間は88分。

## スタッフ
- 製作：山田順彦
- 脚本：小寺朝
- 潤色：井手俊郎
- 音楽：佐藤勝
- 撮影：山田一夫
- 美術：村木忍
- 録音：伴利也
- 照明：山口偉治
- 編集：黒岩義民
- スチール：秦大三
- 監督：森谷司郎

## キャスト
- 大内松代：三宅邦子
- 大内陽子：内藤洋子
- 大内浪子：十朱幸代
- 宮島秀子：村松英子
- 南田友雄：黒沢年男
- 竹下洋平：江原達怡
- 宮島一夫：小山田宗徳
- 仲由進吾：中村伸郎
- 松村のぞみ：高橋厚子
- 荒井正太：松田光弘
- 杉崎次郎：渡辺国夫
- アケミ：春川ますみ

## 同時上映
- なつかしき笛や太鼓
  - 脚本・監督：木下惠介／主演：夏木陽介
  - 東宝・宝塚映画・木下プロ作品。
  - 東宝創立35周年記念作品。